# Tišina (Tišina, Slovenija)
Tišina (mađarski: Csendlak) je naselje i središte istoimene općina u sjevernoj Sloveniji. Tišina se nalaze u sjevernom dijelu pokrajine Prekmurje u blizini granice s Austrijom.

## Stanovištvo
Prema popisu stanovništva iz 2002. godine Tišina je imala 452 stanovnika.

## Vanjske poveznice
- Satelitska snimka naselja, plan naselja  Arhivirana inačica izvorne stranice od 29. srpnja 2017. (Wayback Machine)